# Port lotniczy Lindi-Kikwetu
Port lotniczy Lindi-Kikwetu (IATA: LDI, ICAO: HTLI) – port lotniczy położony w Lindi, w regionie Lindi, w Tanzanii.